# 连城诀 (2004年电视剧)

《连城诀》，內蒙古電視台出品的电视剧，导演王新民，拍摄于2003年，2004年7月1日首映，共36集。

## 播出時間
| 频道           | 所在地   | 播映日期 | 播出时间 |
| -------------- | -------- | -------- | -------- |
| 內蒙古衛視     | 中国大陆 | 2004年   |          |
| 亞洲電視本港台 | 香港     | 2004年   |          |
| 緯來電影台     | 臺灣     | 2016年   |          |

## 剧情简介
狄云和戚芳是一对热恋情人，因为师父戚长发和师伯万震山为争夺《连城诀》的尖锐矛盾被卷入万府。万震山之子万圭为夺戚芳，陷害狄云入狱，成为狄云的主要复仇对象。丁典和凌霜华热恋，但丁典身藏《连城诀》被凌霜华之父凌知府囚于狱中，和狄云成了生死之交的朋友。狄云逃出狱后遇血刀老祖和水笙。被卷入雪毂中和“落、花、流、水”四侠的雪下大战，愤懑之中狄云无意间踢死血刀老祖。狄云和水笙被困在雪岩下山洞中半年，并奋起学会血刀心法，加上神照经内功，技盖江湖。出了雪山，走上他报恩复仇之路经历了太多的磨难再出江湖的他成熟冷峻，运用各种手段，一个又一个谜被揭开。狄云复仇，将万震山，万圭封入夹墙，但戚芳心软，打开夹墙放了丈夫万圭，却被万圭所杀。狄云痛苦万分杀死万圭和万震山。戚长发和言达平等人也在互夺连城诀中相残而亡。在水笙连串的跟踪和帮助中，狄云的心被她温暖。双双携手步入雪毂，去寻找一个干净的暖情世界，最終万震山、万圭、戚長發、言達平、血刀老祖、凌退思、夏三刀、花鐵幹等人報應結果，大結局金銀財寶都一起爭來爭去就是自私貪財的人，最終天宁寺已經滅亡了，最終重建。

## 演员表

### 主要角色
- 吴　樾 饰 狄　云
介紹:
連城訣，戚長發徒弟，之前被凌大人陷害而穿琵琶骨，後來復活，因凌大人想要害人，在連城訣是他的太師父，因梅老儿是被血刀老祖、万震山、言達平等人所害心，因血刀老祖對不起太師傅梅老儿，他是武功蓋世的連城訣，因是万圭的情敵，因梅老儿命令了他去殺了血刀老祖，而且他已經假意投靠了血刀老祖的門下，稱為狄三，殺死血刀老祖之後，把他的骨頭切碎，成為了連城訣，与師父對付万震山。
- 何美钿 饰 戚　芳
介紹:
万圭妻子，空心菜母親，狄雲的師妹，戚長發之女，美麗善良。與狄雲原是一對情侶。在狄雲被害入獄後被騙嫁給冤案的幕後黑手－同門師兄萬圭。在真相大白後被萬圭殺害。
- 舒　畅 饰 水　笙
介紹:
江湖名流水岱的女兒。在與狄雲的共同逃亡經歷中認識了解了狄雲。為狄雲的悲慘遭遇和高貴人格所感染，愛上了當時被認為名聲狼藉的狄雲，並為了狄雲的名譽而不惜與所謂的「江湖正道」決裂。在故事的結尾，與狄雲一起歸隱川邊深谷,後來為狄云的妻子。
- 杜志国 饰 万震山
介紹:
梅老儿的徒弟，万圭之父，十分陰險，心胸狹窄，是為了不擇手段而得到連城訣，與凌大人狼狽為奸，誣陷狄云，與黑衣道長一起殺害丁典，是不知好歹的小人，後為貪婪的敗類，因與凌退思偷金銀財寶害佛祖大怒，為了殺害戚長發而死於狄云之手。
- 钱泳辰 饰 万　圭
介紹:
戚芳丈夫，万震山之子，空心菜之父，狄云的情敵，與凌大人一起陷害狄云和丁典，最終反被狄云殺死。

### 其他演員
- 六小龄童 饰 花鐵幹
介紹:
已被血刀老祖利用想要吃自己兄弟的肉，後被狄三修理，後与戚長發、万震山一起狼狽為奸，最終得到了報應。
- 王海地 饰 丁　典
介紹:
狄云的結拜大哥，凌霜華之夫，凌退思之女婿，梅老儿的救命恩人，連城訣的主僕，是血刀老祖的敵人，後被荊洲兵殺死，死前交代狄云要練成熟功。
- 高蓓蓓 饰 凌霜华
介紹:
凌退思之女，丁典之妻，荊洲千金，活潑美麗，心地善良，是荊洲的好小姐，是個溫柔的水姑娘，與丁典是情人，喜歡丁典，與丁典走到天涯海角，後被父親凌退思活埋而死。
- 于东江 饰 戚长发
介紹:
梅老儿三弟子，戚芳的父親，狄云的師父，武功高強，表面正義善良，實際心机極重，對師父並不是恩重如山，是背信棄義，忘恩負義，背叛師父而奪取連城訣，是木發的轉意的，不思悔改，殺害万震山，後為貪財的大惡人，最後遭到報應。
- 计春华 饰 血刀老祖
介紹:
血刀門第四代掌門人，為人心狠手辣，十分陰險，是最坏的淫僧，是陰險狡詐的小人，是梅老儿的死對頭，後利用萬震山、花鐵幹、戚長發、言達平去做傷天害理的事，傷害無辜的人而遭到報應，最終被狄云(狄三)所殺。
- 董洋洋 饰 汪啸风
介紹:
水笙的表哥，疑是水笙的未婚夫，最後得知自己被骗而发疯。
- 张　立 饰 言达平
介紹:
梅老儿二弟子，武功高強，為了不擇手段而得到連城訣，後變得自私貪財，手段殘忍，當年與血刀老祖勾結的人，後被梅老儿近了絕情師徒，敗落在丁典的手下，後於姬長發所殺。
- 王诗槐 饰 凌退思
介紹:
自稱凌大人，荊洲知府，貪官，凌霜華之父，丁典的岳父，原龍沙幫幫主，野心極大，自私貪財，因後果敗壞了血刀老祖的好事，一擊就把丁典打走，因是奉血刀老祖的命來除掉丁典，把自己的女兒活埋，最後被佛祖壓死。
- 于承惠 饰 梅念笙
介紹:
梅老儿，戚長發、言達平、万震山等人的師傅，狄云、戚芳、萬圭的太師傅，血刀老祖的死對頭，死於三個叛徒的手下。
- 巴　图 饰 夏三刀
介紹:
荊洲知府的師爺，侍奉凌退思之命來除掉丁典而失手，因嘴巴裂開而被丁典搞成一個瘋死又是個自私貪財的師爺，因來天宁寺是來拿錢的，是個害群之馬的貪官，心理是有金銀財寶而与戚長發一起奪走財寶，最終偷了天宁寺的金銀財寶而被佛祖壓死。
- 郭　军 饰 水　岱
介紹:
江四奇之一，水笙之父，狄云的岳父，死於血刀老祖之手。
- 树　伦 饰 陆天抒
介紹:
江四奇之一，死於血刀老祖和花鐵幹之手。
- 孟　和 饰 刘乘风
介紹:江四奇之一，太極名家，被血刀老祖殺害。
- 曹国欣 饰 宝　象
介紹:
 血刀門弟子,他師父是第四代掌門人血刀老祖,因他沒知道梅老兒的名聲,他聽血刀老祖的吩咐去對付丁典和荊州,結果被狄云毒死。
- 陈　昊 饰 吴　坎
介紹:
萬震山弟子,死於萬震山之手
- 盛　宁 饰 鲁　坤
介紹:
萬震山弟子
- 王　鹏 饰 沈　城
介紹:
萬震山弟子
- 战晓丹 饰 孙　均
介紹:
萬震山弟子
- 阿　楠 饰 冯　坦
介紹:
萬震山弟子
- 王丽敏 饰 根　宝
介紹:
茶莊老闆
- 余楠楠 饰 根宝妻
介紹:
茶莊老闆娘
- 张春生 饰 小　宝
介紹:
根寶之子
- 冯　韵 饰 菊　友
介紹:凌霜華侍女
- 王　婧 饰 香　儿
介紹:
-------
- 孔庆三 饰 瘦老头
介紹:
-------
- 曾爱依 饰 空心菜
介紹:
万圭和戚芳的女儿，狄云的師姪女，戚長發的外孫女，万震山的孫女，父母死后而被狄云收養。
- 王　哲 饰 狱　头
介紹:
本劇大老派
凌退思請來的獄頭
- 张　鹏 饰 赵　言
介紹:
--------
- 郭言华 饰 百岁老人
介紹:
------------
- 王　凯 饰 刘大娘
介紹:.
-------
- 赵　娜 饰 玉环嫂
介紹:
--------
- 马小宁 饰 地　保
介紹:
-------------
- 王长龄 饰 吴员外
介紹:
吳少爺之父
- 白海鹏 饰 吴少爷
介紹:
吳員外之子
- 张春芳 饰 小童子
介紹:
------------
- 刘　伟 饰 吕　通
介紹:
太行山寨主
- 刘春生 饰 陈大嘴
介紹:
-----------
- 张建国 饰 张樵夫
介紹:
樵夫
- 程　镇 饰 黑衣道长
介紹:
萬震山的謀士,後被丁典打死。
- 鄂志成 饰 宋老平
介紹:
---------
- 苏　克 饰 西蜀镖头
介紹:
凌退思請來的獄頭。
- 颜　宇 饰 小沙弥
介紹:
------

## 電視原聲
| 曲序 | 曲目                   |      | 作曲 | 演唱         |
| ---- | ---------------------- | ---- | ---- | ------------ |
| 1.   | 我們站在雨里（片頭曲） | 梁芒 | 賽夫 | 韓磊         |
| 2.   | 馬不停蹄 （片尾曲）    | 梁芒 | 賽夫 | 付笛聲、任靜 |